# Девонширске колике
Девонширске колике  у време њихове појаве у 17. и 18. веку користиле су се као појам за означавање симптомиа непознате епидемије праћене болним грчевим у стомаку која је владала неколико деценија  међу становницима енглеске традиционалне грофовија у југозападном региону Енглеске у округу Девон. Тек почетком 19. века утврђено да су колике изазвано тровањем оловом, након уноса малих количина соли олова присутних, из више разлога, у јабуковачи која се традиционално производила у овом региону. Када је олово уклоњено из процеса производње јабуковаче, проблем је нестао.
Девонширске колике у историји медицине биле само  један од многих епидемиолошких облика класичне оловне колике, изазване тровањем оловом,  који су лекари и хроничари описивали још од антике . Антички аутори и аутори дела Речник медицине, хирургије, фармације, науке... Исидор Бришетоа, Џозеф Брианда, Осијан  Хенри  сврстали су ове колике међу „ биљне колике“ (одбијајући да их припишу олову), јер су били убеђени да болове у стомаку изазива прекомерна киселост воћа, а не олово.
Лузуриага  је (ове наводно воћне колике) на сличан начин назвао мадридске колике (што ће се касније показати као један од епидемиолошких облика оловне колике) . Али очигледно је из узрока и симптома које су пријавили истраживачи, болест  добила ове различите деноминације због сличности са дизентеријом или колитисом насталим након употребе киселог воћа или пића лошег квалитета.
Овај синдром у почетку није идентификован као тровање оловом  из два разлога: лажне и скривене употребе соли олова у процесу производње, или видљиве употребр олова ( резервоари од олова, поклопци резервоара од олова, итд.).
Слична болест прачена коликама пријављена је и у Француској  1616. године под називом „Поитонска колика“ (фр. De colica pictonum). Да се ради о истом облик тровања олова као оном код Девонширских колика први је обелоданио Троншен, Теодор из Женеве 1757. године.
Ове колике ће сенакон открића њиховог узрока често наводити као примери екстремне токсичности олова, чак и при уносу малих доза. 

## Историја
Први писани извештај о болести (са до тада лекарима непознатим грчевима у трбуху) потичу из 1655. године. Симптоми  (колике или  јак  бол у трбуху који се повремено завршавао фатално), касније су названи па граду у коме су се јавиле први пут као Девонширске колике. 
Ова болест је убрзо повезана  са конзумирањем јабуковаче (традиционалног пића становника Девона у то време). Јабуковача, као традиционално пиће Девона, производи се најмање од тринаестог века. Године 1285-6, рачун извршитеља за имање Екминстер грофа од Девона указује на производњу јабуковаче у обиму који је довољан да генерише редован извор прихода. Како јабуковача није била уобичајено пиће у већини делова Енглеске, у то време,се на јабуковачу се гледало као на „деликатесну врсту пића“, што објашњава чињеницу зашто су се колике јављале само код становника Девона.
Епидемија колика прво је приписана киселости пића или јабука које су се користе за справљање јабуковаче. 
Разни истраживачи и лекари настојали су више година да научно објасне узроке ове болести. Публикација Вилијема Мугрејва De arthritide symptomatica (2. издање, 1715) укључивала је први научни опис „Девонширске колике“, на коју су се касније позвали Џон Хаџам и сер Џорџ Бејкер.
Међутим, тачан узрок болести није откривен све до 1760-их када је др Џорџ Бејкер изразио сумњу у тровање оловом раствореном у јабуковачи. На то је Бејкер посумљао када је уочио да су симптоми колике слични онима код тровања оловом. Да је тровање највероватније изазвано оловом раствореном у јабуковачи, Бејкер је дошао до закључка када је открио  да се олово користило у процесу справљења и складиштења јабуковаче. Наиме  пресе за јабуковачу биле су  у потпуности обложене оловом како би се спречило њихово цурење. На другим местима је била пракса да се оловни лист закуцава преко пукотина или спојева на пресама. Сок од јабуке се испуштао из преса у оловним цевима, а и у буре са јабуковачом стављано је парче олова, како би успорила кисела ферментација.
Бејкер је затим истраживао епидемиологију болести и утврдио да је ова болест уобичајена у целом округу Девон; али да посебно напада оне делове округа, где се праве највеће количине јабуковаче. Зато је удео таквих пацијената из Девонширског округа у односу на оне у окрузима Херефорд, Глостер и Вустер био је углавном осам према један.
О употреби олова за облагање и заптивање бачви или у одређеним посудама које се користе за производњу јабуковаче, или за конзумирање пића (пехари или врчева глазираних лошим емајлом богатим оловом, као и међу сиромашнима), говори овај запис:
Око једанаест година (дакле од 1767. године) у Енглеској се много писало о болести која је предмет овог рада, а спор се захуктао до тачке која није уобичајена у расправама ове природе . Неки су тврдили да се колике у Девонширу морају приписати олову које се често користи у бачвама за јабуковачу; други су тврдили, из врло очигледних разлога, да то није био прави узрок;  сви су остали при свом мишљењу. Да олово производи девонширске колике; посумљао је  г. Харди који је  приметио  да сиромашни и обични људи  много више подложни овој болести него богати људи, јер је претпоставио да је узрок томе употреба глазираних земљаних бокала. Прегледавши ове врчеве, открио је да је учешће олова употријебљеног у лаку веома значајно, и да се оно раствра у јабуковачи и другим пићима. Стога је сматрао да има право да закључи да је олово прави узрок девонширских колика, поготово зато што други наводи који се приписују овој болести не објашњавају тако добро све узроке.
На тровање оловом указало је и једно откриће, када је један фармер који је остао без буради и напунио оловну цистерну новим јабуковачем, То је имало за последицу ...изазвање болести код свих који су редовно пили јабуковачу, као што су то водећи радници.
Да би то доказао Џорџ Бејкер је спровео хемијске тестове на присуство олова у соку јабуковаче из Девона, помоћу хемијских реагенаса (сулфида амонијака, креча и поташа), а у присуству неколико чланова Краљевског научног друштва  у Лондону и доказао скривено присуство „препарата олова“  у Девонсширској јабуковачи.
Објављивање његових резултата изазвало је непријатељску реакцију произвођача јабуковаче, жељних да бране свој производ. Када су Бејкерови закључци прихваћени и када је предузето уклањање олова из преса за јабуковачу, грчеве су се код корисника пића смирили.